# Ліцей міжнародних відносин № 51

Зовнішній вигляд ліцею

Фото зруйнованої школи у часи війни

Ліце́й міжнаро́дних відно́син № 51 — освітній заклад у Печерському районі міста Києва, розташований за адресою: вулиця Пилипа Орлика, 13. Викладання здійснюється українською мовою. У ліцеї навчаються учні 1–11 класів, прийом за співбесідою. Навчання безкоштовне. Профілі підготовки (з 8-го класу): гуманітарний, історико-правовий і природничо-науковий.

## Історія
Ліцей міжнародних відносин № 51 є правонаступником середньої школи № 51, історія якої починається ще з 20-х років ХХ століття.
Згідно з Наказом про відкриття єдиних трудових шкіл у місті Києві у 1919 році, на Пушкінській вулиці функціонувала 51-ша семирічна трудова школа з російською мовою викладання.

### 1926—1940
З 1926 року школа розміщувалась у будинку № 1 по Басейній вулиці, на четвертому поверсі житлового будинку.
До 1933 року директором школи був Саул Петрович Перельман. У 1933 році директором було призначено Тимофія Івановича Урилова. А через рік школу перемістили на вулицю Енгельса, 25. Це був житловий будинок і квартирні кімнати були не придатні для навчання учнів. Тимофій Іванович був активним ініціатором у будівництві нового шкільного приміщення.
Наркомат внутрішніх справ надав велику матеріальну допомогу. Член парткому НКВС Ковилін очолив будівництво школи. У 1936 році, на Виноградному провулку, 2 за типовим проектом № 103 архитектора Е. Коднера було зведено будівлю середньої школи № 51. В архітектурному довіднику[уточнити] зазначено:
Але не прийшлося порадіти результату своєї праці Тимофію Івановичу Урилову — його перевели в іншу школу.
На посаду директора середньої школи № 51 було призначено Давида Мусійовича Скуратівського, який відкрив нове приміщення 1 вересня 1936 року. У листопаді того ж року школі було надане ім'я тодішнього наркома внутрішніх справ УРСР Всеволода Балицького. Ця назва протрималася менше ніж рік, до червня 1937-го, коли Балицького заарештували та восени того ж року розстріляли як «ворога народу».

### 1941—1967
У роки Другої світової війни у приміщенні школи був німецький шпиталь до 1943 року. Після звільнення Києва тут лікували поранених радянських воїнів та офіцерів.
Під час бомбардування Києва у 1944 році у приміщення школи влучила бомба, яка зруйнувала праве крило будівлі (нині 17, 18, 19 кабінети).
У важкі повоєнні роки учителями та громадськістю було докладено багато зусиль по відбудові приміщення та налагодженню навчально-виховного процесу, доланню організаційних проблем. Очолити цю роботу було доручено Ганні Олексіївні Івановій. В школі створювалися нові навчальні кабінети, оснащувалися технічними засобами навчання, і у 1949 році діти знову заповнили класи.
Тут об'єднали дівчаток зі шкіл № 78, 82, 84, 89, 94. З різних навчальних закладів прийшли працювати й вчителі. Так почала працювати жіноча середня школа № 51, директором якої стала Іванова Ганна Олексіївна.

У 1950 році, з 23 до 29 квітня, було проведено тематичне обстеження школи інспектором Міського відділу народної освіти І. Синицею та директором СШ № 134 Д. Д. Бережним 
У 1954 році до дівчаток 51-ї приєднали хлопчиків з 77-ї школи і оновлений навчальний заклад — середня школа № 51 — продовжив своє життя. А з 1958 року школа почала функціонувати як спеціалізована з поглибленим вивченням англійської мови.
Народ заліковував рани, нанесені війною. Країна ставила перед освітою нові завдання — посилити зв'язок школи з виробництвом, з практикою. Під керівництвом вчительки біології Ольги Василівни Маслової учні самі зробили інкубатор та виростили курей, про що була стаття у газеті «Вечірній Київ» від 1 квітня 1959 року.
У 1960-х роках були створені столярні та токарні майстерні, автоклас, де хлопчики вчилися бути столярами, токарями, автослюсарями. В гаражі стояли дві вантажівки, на яких старшокласники вчилися їздити. Учні могли отримувати права.
Дівчата опановували професію швачки у справжній швацькій майстерні, у кабінеті домогосподарства вчилися бути економними, бережливими господинями. Відмінників навчання преміювали незвичним чином — їм був влаштований політ на літаку («кукурузнику») для огляду панорами Києва на невеликій висоті.
51-ша стала середньою трудовою політехнічною загальноосвітньою школою. У період з 1963 по 1968 рік директорами навчального закладу працювали Олексій Миколайович Різник та Валентин Павлович Міронов.

### 1968—1999
У 1968 році на посаду директора школи була призначена Тамара Михайлівна Кіщук, яка 30 років самовіддано працювала в навчальному закладі. Тамара Михайлівна намагалася втілювати в життя всі досягнення передового педагогічного досвіду. Саме під її керівництвом школа стала лабораторією опрацювання методик оптимізації навчально-виховного процесу. Педагогічний колектив школи співпрацював з Академіями педагогічних наук УРСР та СРСР. Під її керівництвом 51-ша школа стала зразковим навчальним закладом не тільки в районі, а й в місті Києві.
За особливі успіхи у справі навчання та виховання підростаючого покоління школу було представлено у 1984 році на виставці досягнень народного господарства СРСР у Москві, нагороджено дипломом ІІІ ступеня.
З 1991 року СШ № 51 стала школою-ліцеєм. Учні 1–8-х класів займалися за програмою спеціалізованої середньої школи з поглибленим вивченням англійської мови. У старших класах було введено диференційоване профільне навчання, створені класи романо-германської філології та економ-бізнесу. Протягом багатьох років колектив школи підтримував міжнародні зв'язки з навчальними закладами США, Великої Британії, Польщі, Словаччини.
На базі школи працював Клуб інтернаціональної дружби.
Згідно з наказом відділу освіти Печерської районної у місті Києві державної адміністрації від 12 листопада 1993 року № 286 «Про відкриття закладів нового типу» розпочав свою діяльність Ліцей міжнародних відносин № 51.
17 листопада 1997 року Генеральний директор ЮНЕСКО Федеріко Майор, під час свого візиту в Україну, вручив сертифікат про приєднання Ліцею до проекту асоційованих шкіл ЮНЕСКО. Його вірш «Візьмемось всі ми за руки» став основою Гімну Ліцею міжнародних відносин № 51.
Період 1990-х років в навчальному закладі був дуже насиченим по прийому зарубіжних делегацій та роботи у проекті асоційованих шкіл ЮНЕСКО.
З 1998 року по 1999 рік директором Ліцею працював Костянтин Миколайович Лятамбур.

### У XXI столітті
З 2000 року колектив ліцею очолює директор — кандидат філософських наук, заслужений працівник освіти України Світлана Михайлівна Шевцова.

## Матеріально-технічна база
Оновлені предметні кабінети, два кабінети інформатики, комп'ютерізована бібліотека з окремою лінію виходу в інтернет, два спортивних зали, актовий зал, музей історії навчального закладу.

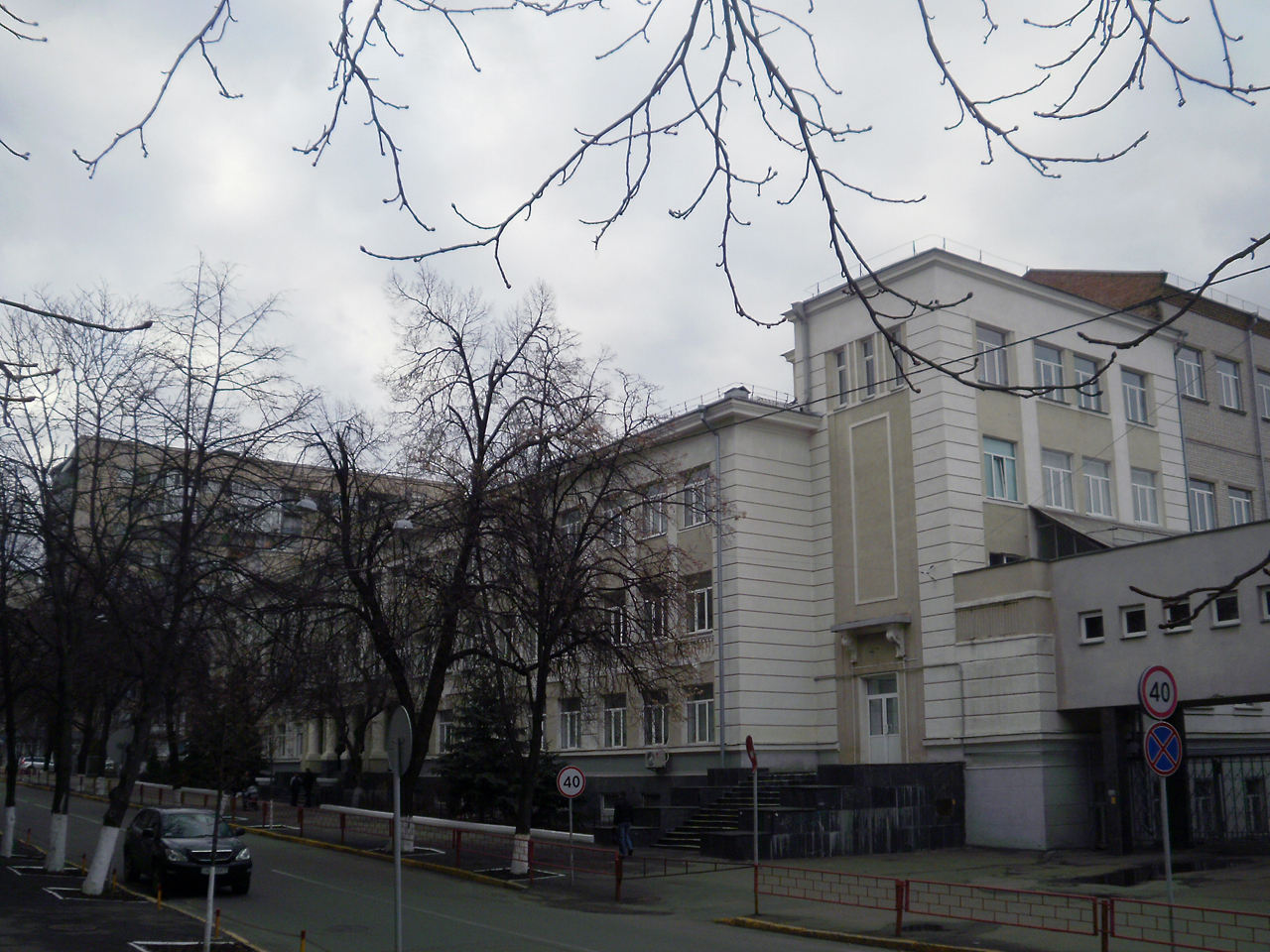
загальний вигляд
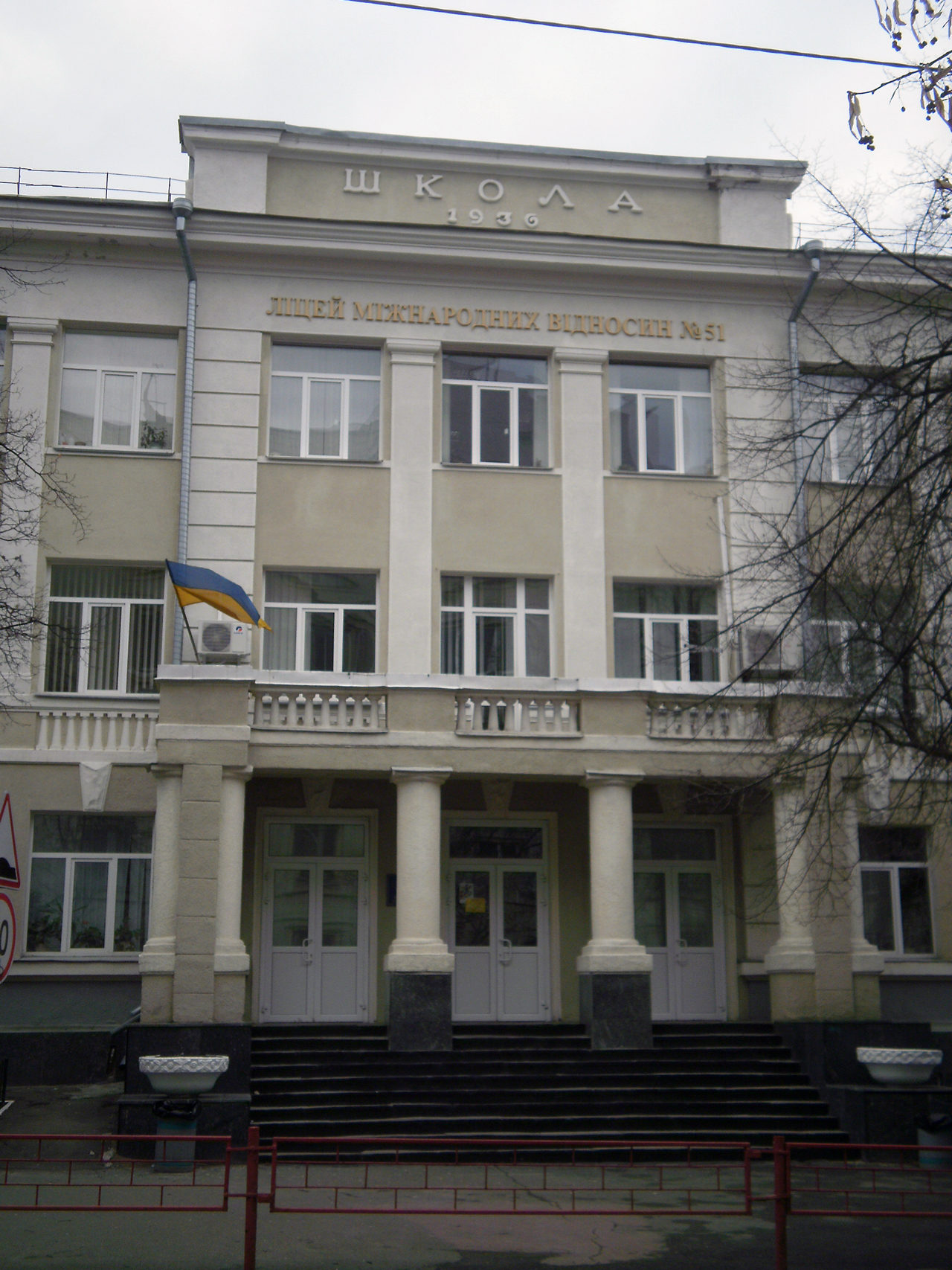
головний вхід